# Capreolins
Els capreolins (Capreolinae) són una subfamília de cèrvids. Conté 21 espècies vivents repartides en nou gèneres. Els capreolins són originaris del Nou Món, però actualment tenen una distribució molt més extensa.